# Andrea Gherpelli
Andrea Libero Gherpelli (Reggio Emilia, 15 aprile 1975) è un attore italiano.

## Biografia
Nasce in una famiglia di agricoltori e inizia a recitare da bambino, grazie al padre Romano, capocomico che scrive e allestisce commedie nel teatrino parrocchiale. Durante una rappresentazione della Norma al teatro Valli di Reggio nell'Emilia decide di dedicarsi alla recitazione.
Negli anni universitari partecipa a vari gruppi teatrali studenteschi e, conseguita la laurea in ingegneria gestionale all'Università di Bologna, si trasferisce a Roma, grazie a una borsa di studio all'Accademia nazionale d'arte drammatica. Si diploma alla Scuola di recitazione Accademia Beatrice Bracco Acting Training di Roma e viene selezionato per partecipare al Cinecittà Campus, diretto da Maurizio Costanzo. Per finanziarsi la formazione, per tre anni insegna matematica nelle scuole superiori. Si perfeziona grazie a vari seminari, corsi e stages sul cinema con Vincent Schiavelli e con Gianfrancesco Lazotti, in canto con Elisa Turlà e danza presso lo Sferisterio di Macerata.
Esordisce a teatro nel 2002 in C'era 'na vota dell'attore e regista italo-americano Vincent Schiavelli.
Nel 2006 recita per la prima volta in televisione nella serie La freccia nera, con Riccardo Scamarcio. 
Il debutto al cinema è nel 2009, per la regia di Riccardo Donna, nel film Questo piccolo grande amore, ispirato all'omonimo concept album di Claudio Baglioni del 1972, in cui interpreta il sergente Lubrano. 
Sempre con il regista Riccardo Donna gira varie serie televisive, tra cui Nebbie e delitti, Raccontami, Un passo dal cielo e Nero Wolfe, mentre per la regia di Andrea Porporati recita in tre film per la televisione: Le ali, Storia di Laura e Faccia d'angelo.
Nel 2014, in Qualunque cosa succeda, è il finanziere Silvio Novembre, stretto collaboratore di Giorgio Ambrosoli (Pierfrancesco Favino).
Nel 2020 è Andrea Mozzali, amico del pittore Antonio Ligabue, interpretato da Elio Germano, nel film Volevo nascondermi di Giorgio Diritti. Per questa interpretazione è stato inserito nelle prime liste di candidature al premio David di Donatello come attore non protagonista.
Nel 2021 coniuga la passione per la recitazione e l'agricoltura nel docu-reality Wild Teens - Contadini in erba, in cui insegna a un gruppo di adolescenti a farsi carico delle attività di una fattoria.
Nel 2022 è nuovamente sul grande schermo nel film Occhiali neri di Dario Argento.

## Vita privata
Con la compagna Elena Luce Fiaccadori, biologa, ha una figlia, Noa Celeste, nata nel novembre 2021. Al di fuori delle scene, si dedica alla coltivazione di grani antichi.
La sua attività agricola è stata descritta dal programma televisivo Geo di Rai 3 e dalla rubrica Paesi paesaggi... di Striscia la notizia.

## Teatro

### Attore

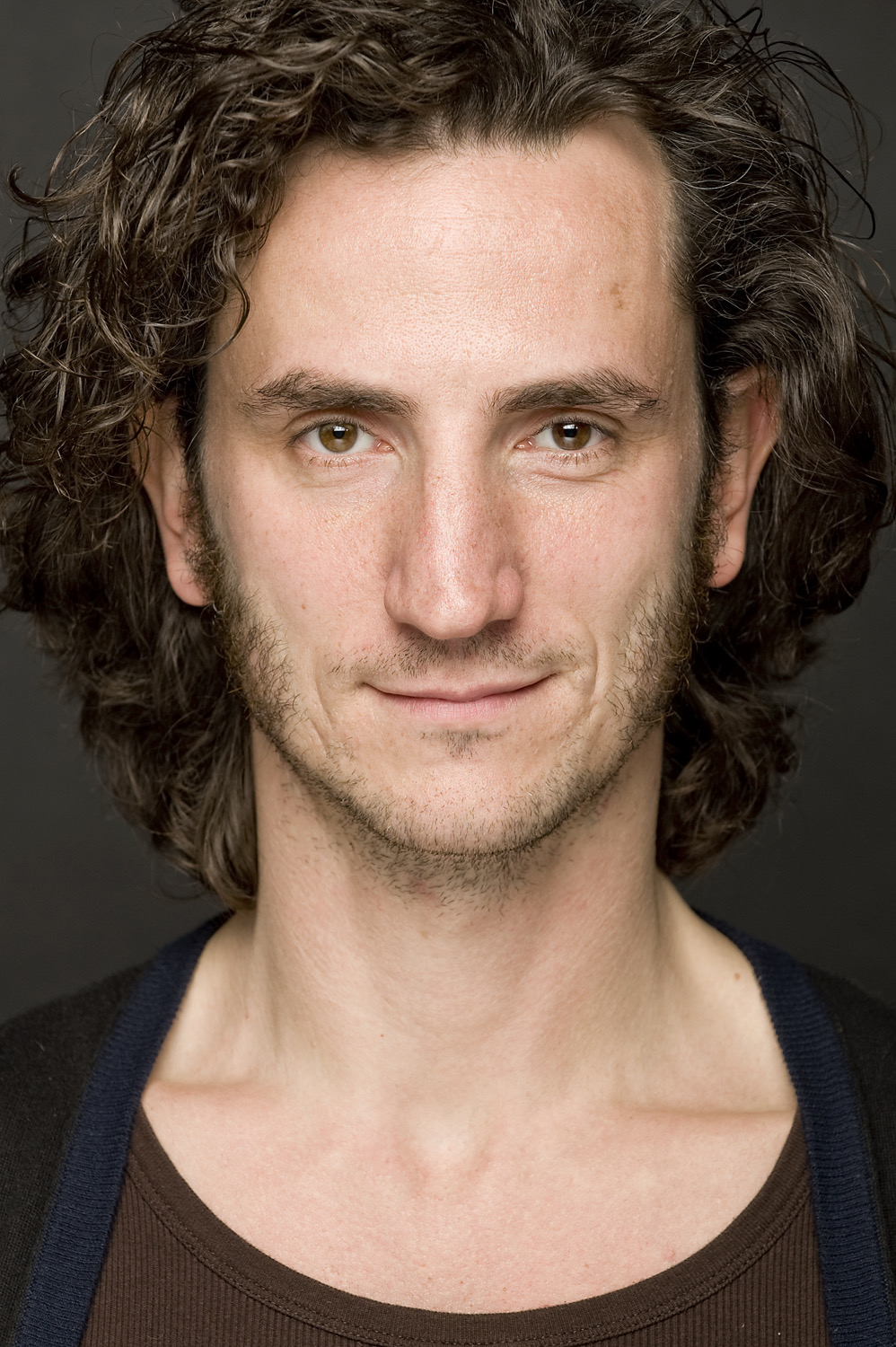
Primo piano di Andrea Gherpelli

- C'era 'na vota, regia di Vincent Schiavelli (2002)
- Mauser, regia Eugenio Sideri (2003)[16]
- Cry Baby, regia di Riccardo de Torrebruna (2005)[17]
- Edipo re, regia di Marco Maltauro (2005)
- Kaisar-Verità negate, regia di Raffaele Curi (2005)[18]
- I viaggi di Gulliver, regia di Marco Solari (2005)
- Timone d'Atene, regia di Jurij Ferrini (2006)
- Miracolo a Milano, regia di Daniele Abbado (2007)[19]
- Gay Panic, regia di Riccardo de Torrebruna (2008)[20]
- Pippi Calze Lunghe, regia di Fabrizio Angelini (2009)[21]
- Kontakthof, regia Pina Bausch, voce fuori campo (2010)[22]
- Cyrano de Bergerac, regia di Daniele Abbado (2010)[23]
- Caligola e la luna, regia di Otello Cenci (2010)[5]
- Come tu mi vuoi, regia di Francesco Zecca (2013)[24]
- Blowin' in the wind, regia di Roberta Lena (2013)[25]
- Deus ex-machina, regia di Piero Zucchetti

## Filmografia

### Cinema
- Questo piccolo grande amore, regia di Riccardo Donna (2009)
- Amalfi: megami no hōshū, regia di Hiroshi Nishitani (2009)
- Volevo nascondermi, regia di Giorgio Diritti (2020)
- Si muore solo da vivi, regia di Alberto Rizzi (2020)
- Occhiali neri, regia di Dario Argento (2022)[26]
- Io sono l'abisso, regia di Donato Carrisi (2022)[27]
- Rapito, regia di Marco Bellocchio (2023)
- L'abbaglio, regia di Roberto Andò (2025)

### Televisione
Film e Fiction
- La freccia nera, regia di Fabrizio Costa (2006)[28]
- Nebbie e delitti, regia di Riccardo Donna
- Il commissario De Luca, regia di Antonio Frazzi, episodio  Indagine non autorizzata (2008)
- Le ali, regia di Andrea Porporati (2008)
- Raccontami, regia di Tiziana Aristarco e Riccardo Donna, episodi III, V, VII, X (2008)[29][30]
- Violetta, regia di Antonio Frazzi (2011)
- Storia di Laura, regia di Andrea Porporati (2011)
- Faccia d'angelo, regia di Andrea Porporati (2012)
- Un passo dal cielo, regia di Riccardo Donna, episodio Facili prede (2012)
- Nero Wolfe, regia di Riccardo Donna, episodio Parassiti (2012)
- Provaci ancora prof!, regia di Tiziana Aristarco, episodio Doppio bersaglio (2012)
- Rodolfo Valentino - La leggenda, regia di Alessio Inturri (2014)
- Qualunque cosa succeda, regia di Alberto Negrin (2014)
- Squadra antimafia 7, regia di Kristoph Tassin e Samad Zarmandili, episodio Affare internazionale (2015)
- Il mistero sottile, regia di Nicola Martini (2017)
- Don Matteo, regia di Alexis Sweet, episodio Salvazione (2018)
- Che Dio ci aiuti, regia di Francesco Vicario, episodio Istruzioni per crescere (2019)
- L'Alligatore, regia di Daniele Vicari ed Emanuele Scaringi (2020)[31]
- Il silenzio dell'acqua - seconda stagione, regia di Pier Belloni (2020)
- Cuori, regia di Riccardo Donna (2021-in corso)
- Giovannino Guareschi - Non muoio neanche se mi ammazzano, regia di Andrea Porporati - film TV (2025)

Programmi TV
- Wild Teens - Contadini in erba, docu-reality (2021)[32]

### Videoclip
- Fantastica - Dolcenera (2015)